# Щеглов, Дмитрий Алексеевич
Дми́трий Алексе́евич Щегло́в (1896 — 1963) — советский драматург

## Биография
Родился 1 июня 1896 года в семье военного врача. В 1914 году поступил на экономическое отделение Санкт-Петербургского политехнического института (ЦГА СПб ф. Р-3121 оп. 2 д. 5241). В дни революции 1917 года работал связным в Смольном, затем в качестве бойца красногвардейского отряда участвовал в подавлении контрреволюционного восстания юнкеров в Петрограде. Литературную деятельность начал в 1922 году. До 1925 года служил в КБФ. Окончил исторический факультет МГУ, аспирантуру Государственной Академии искусствознания.  В начале Отечественной войны вступил добровольцем в истребительный батальон народного ополчения, позже работал в политотделе армии, с боями прошёл от Ленинграда до Берлина.В 1918 году работал в Передвижном театре под рук. П. П. Гайдебурова как постановщик массовых «действ». В 1920 году руководил театрами системы Петроградского отдела народного образования и заведовал Театральным отделом Наркомпроса. Член ВКП(б) с 1941 года.
Умер 16 ноября 1963 года. Похоронен в Москве на Новодевичьем кладбище (колумбарий, секция 125).

## Произведения
- 1927 — драма «Пурга» (Бывший Театр Корша, Театр-студия Малого театра, Ленинградский Большой драматический театр и др.)
- 1927 — «Елена Толпина» (Передвижной театр под руководством П. П. Гайдебурова)
- 1928 — «Норд-Ост» (Реалистический театр)
- 1929 — «Переплав» (Московский драматический театр)
- 1937 — «Клятва» (ЛенТЮЗ)
- 1937 — «Побег» (ЛенТЮЗ)
- 1954 — «День рождения» (Усть-Каменогорский театр)
- 1955 — «В дни первой бури» (Калининский АТД)
- две пьесы на тему истории карельского народа:
  - 1939 — «Девичье озеро» (Карельский театр)
  - 1941 — «Сокровище Сампо» (Московский театр имени Моссовета)
- произведения о жизни К. Маркса:
  - 1956 — пьеса «Набат» («Гражданин мира»)
  - 1958 — сценарий документального фильма «Страницы великой жизни»
  - 1962 — сценарий телеспектакля «Страницы жизни»

## Сочинения
- Драмы. М., 1958.
- В ополчении. М., 1960. (Военные мемуары).
- Природа конфликта и мастерство драматурга // Театр. 1954. № 3.
- Три тире (записки офицера). М.: Советский писатель, 1963.
- Три тире. Уполномоченный военного совета. М.: Советский писатель, 1967.